# Koraltop
Koraltop (Kalanchoë blossfeldiana) (eller populært: Brændende Kærlighed) stammer oprindeligt fra Madagaskar, hvorfra den blev indført til Europa. Omkring 1931 begyndte tyskeren Robert Blossfeld af sælge frø af planten, og det er derigennem den har fået sit navn. Koraltop er i dag en af Danmarks største potteplantekulturer og har sandsynligvis fået sin store popularitet på grund af den gode holdbarhed og tolerance overfor selv kraftig udtørring. Der produceres årligt omkring 40 millioner planter af denne art i Danmark på et areal omkring 230.000 m² under glas, fordelt på 3 større producenter og et par mindre. 
Der findes et stort antal sorter af K. blossfeldiana, og der kommer til stadighed nye til. Sorterne findes i farver fra mørk rosa over rød og lyserød til orange, gul og hvid. Fra naturens hånd har K. blossfeldiana 4 kronblade, men siden man omkring år 2000 fandt en fyldt, naturligt fremkommet mutation er der fremkommet en række dobbelte eller fyldte sorter også.
K. blossfeldiana kan ofte købes i blomsterhandlere, supermarkeder eller på torve-markeder, og anvendes tillige meget i sammenplantninger. Planten er desuden velegnet til udplantning om sommeren, men den tåler ikke frost.
| Botanik | Spire Denne botanikartikel er en spire som bør udbygges. Du er velkommen til at hjælpe Wikipedia ved at udvide den. |